# Un eroe dei nostri tempi
Un eroe dei nostri tempi és una pel·lícula italiana de comèdia del 1955 dirigida per Mario Monicelli i protagonitzada per Alberto Sordi.

## Trama
Alberto Menichetti és un individu molt particular. D’una banda, fanfarró, ambiciós i preparat per a qualsevol baixesa que el director de l’oficina on treballa pugui apreciar. D’altra banda, temerós i ple de complexos. Viu amb la seva vella tia i una minyona igualment vella que l’han convençut que el seu objectiu a la vida només ha de ser un: mantenir-se el més lluny possible dels problemes i perills. Però, sovint, són el fruit paradoxal de les seves pors: Alberto es posa en problemes, de la mateixa manera que intenta evitar-les matusserament. Així, cada circumstància es converteix en una trampa potencial ("Llavors em vols encaixar!", repeteix contínuament).
A la fàbrica de barrets on treballa, hi ha una executiva vídua a qui els seus companys acusen d’haver disparaat el seu marit. Novament: al costat de casa seva treballa la perruqueria Marcella, jove i maca, amb qui Alberto evita qualsevol relació comprometedora perquè és menor. Aleshores, quan ella compleix divuit anys, en acostar-s'hi i descobreix que ha arribat massa tard: ella espera un fill de Fernando. Una altra circumstància: al seu celler, la minyona troba pols de coet explosiu pertanyent al seu oncle anarquista; L'Alberto té intenció de desfer-se'n perquè és perillós, però es veu sorprès per la policia que, a partir d'aquest moment, el vigila.
Una nit, al final d’una concentració electoral, un atac provoca la ferida d’algunes persones i Alberto, que declara que no és ni de dreta ni d’esquerra, ni tan sols al centre, s'implica en la història a causa de les seves pròpies fixacions, i es converteix en el principal sospitós. Abans de ser totalment exonerat, revela tota la seva mesquinesa acusant de tot l'executiva vídua, que havia declarat en fals per ajudar-lo de nou. Al final, l’única solució, com li suggereix paternalment el comissari, és canviar d’enfocament i viure temeràriament com ho fa algú jove com ell. Alberto està d’acord, però també vol protegir-se de qualsevol risc: allistar-se al Celere podria ser la solució. Serà realment així? "Hi haurà perill?"

## Repartiment
- Alberto Sordi - Alberto Menichetti
- Franca Valeri[2] -Vídua De Ritis
- Giovanna Ralli[3] - Marcella
- Tina Pica - Clotilde
- Mario Carotenuto - Gustavo
- Leopoldo Trieste - Aurelio
- Alberto Lattuada - el director
- Bud Spencer - Fernando (com a Carlo Pedersoli)
- Pina Bottin - Secretària
- Lina Bonivento- Tia Giovanna
- Mino Doro[4] - Prof. Bracci

## Reconeixement
La pel·lícula fou seleccionada per la llista 100 film italiani da salvare.